# Timbres des Terres australes et antarctiques françaises 2006
Cet article recense les timbres des Terres australes et antarctiques françaises (TAAF) émis en 2006 par le Service des postes et télécommunications des TAAF.

## Généralités

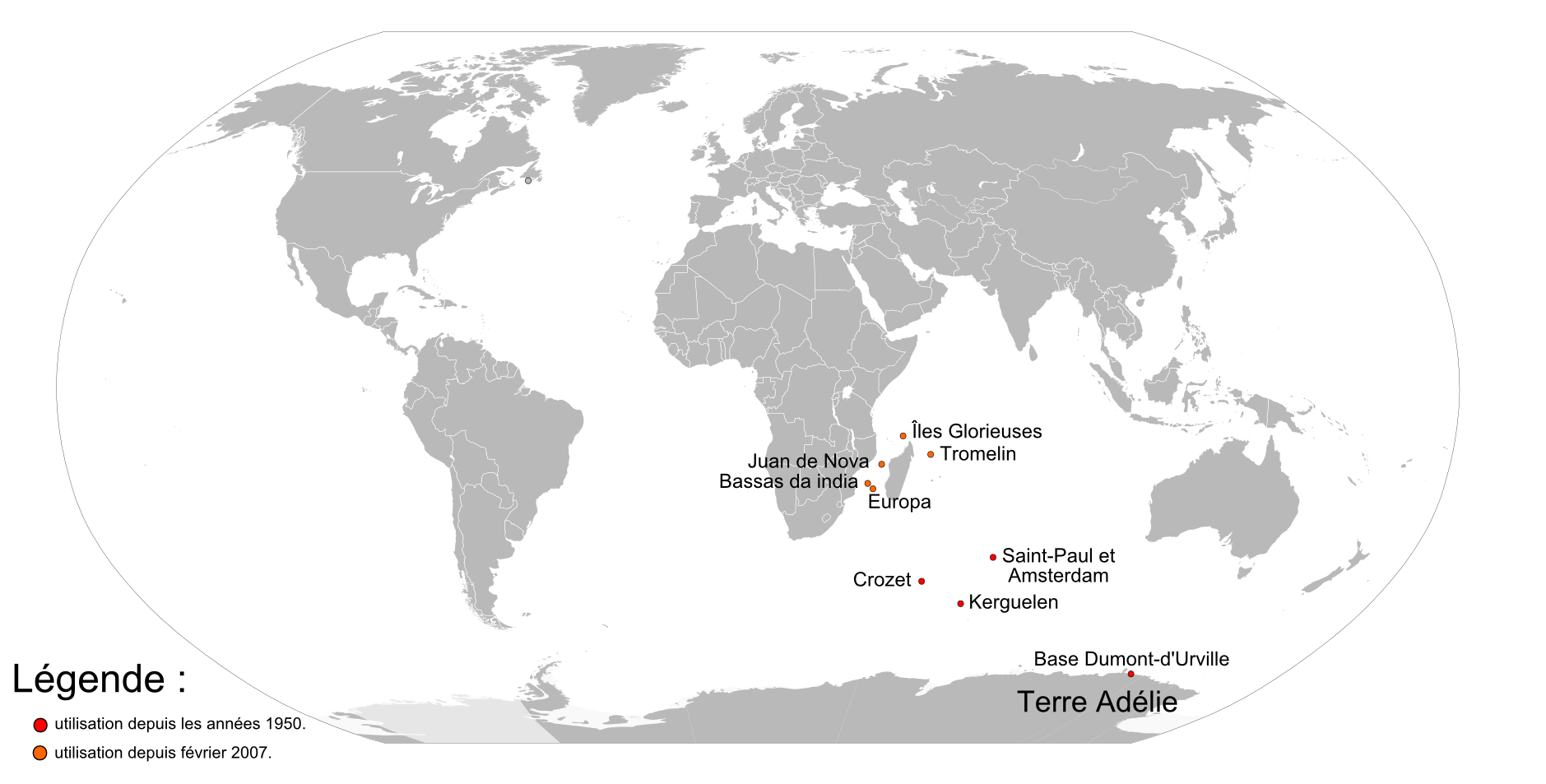
Lieux d'usage des timbres des TAAF. En rouge, les districts où ils utilisés depuis les années 1950. En orange, les îles Éparses où l'utilisation postale est possible depuis février 2007.

Les émissions de 2006 portent la mention « RF Terres australes et antarctiques françaises Postes 2006 »  (pour République française / pays émetteur / service postal et année) et une valeur faciale libellée en euro (€).
Les thèmes et auteurs des timbres sont sélectionnés par une Commission philatélique. Volontairement, l'impression en taille-douce est privilégiée. La majeure partie du programme philatélique des TAAF est émise le 1er janvier dans les territoires. Ces timbres servent principalement au courrier que les collectionneurs de philatélie polaire souhaitent envoyer ou recevoir des TAAF. Une grande partie des timbres sont donc vendus principalement par Phil@poste en métropole.
La dentelure est de 13 dents sur 2 centimètres.

## Légende
Pour chaque timbre, le texte rapporte les informations suivantes :
- date d'émission, valeur faciale et description,
- formes de vente,
- artistes concepteurs et genèse du projet,
- manifestation premier jour,
- date de retrait, tirage et chiffres de vente,

ainsi que les informations utiles pour une émission donnée.

## Janvier
Tous les timbres émis ce mois-là, l'ont été le 1er janvier dans les TAAF, le 2 janvier en France.

### 50eanniversairede la base Dumont d'Urville 1956-2006
Un timbre de 0,90 € est émis pour le cinquantenaire de la construction de la base Dumont-d'Urville, en Terre Adélie et baptisée d'après l'explorateur Jules Dumont d'Urville. Le timbre représente le paysage de la base vue depuis l'intérieur du territoire.
Le timbre de 7,6 × 2,6 cm est dessiné par Serge Markó et gravé par Claude Jumelet pour une impression en taille-douce en feuille de dix timbres. Le tirage initial est de 100 000 exemplaires.

### Colin de Kerguelen
Un timbre de 4,53 € est émis sur le colin de Kerguelen (Notothenia rossii).
Le timbre 4,8 × 2,7 cm est dessiné et gravé par Claude Jumelet et imprimé en taille-douce en feuille de 25 timbres. Le tirage initial est de 70 000 exemplaires.

### Dauphin crucigère
Un timbre de 4 € est émis sur le dauphin crucigère (Lagenorhynchus cruciger aussi appelé dauphin sablier) représenté nageant avec un congénère.
Le timbre de 4,8 × 2,7 cm est dessiné et gravé par Pierre Albuisson et imprimé en taille-douce en feuille de 25 timbres. Le tirage initial est de 70 000 exemplaires.

### Jardin d'Amsterdam
Un timbre de 0,53 € est émis représentant le « jardin d'Amsterdam », le potager de l'île Amsterdam.
L'illustration est signée F. Malbreil et le timbre de 4,8 × 2,7 cm est imprimé en offset en feuille de 25 timbres. Le tirage initial est de 100 000 timbres.

### Manchots
Un bloc de six timbres de 0,53 € sur les manchots est émis inclus au sein d'un feuillet en forme de manchot. Les six espèces représentées sont :
- le manchot empereur (Aptenodytes forsteri) sur fond violet
- et le manchot royal (Aptenodytes patagonica) sur fond jaune et sur deux timbres plus grand que les quatre suivants,
- le gorfou macaroni (Eudyptes chrysolophus, aussi appelé gorfou doré) sur fond saumon,
- et le gorfou sauteur (Eudyptes chrysocome) sur fond bleu ciel,
- le manchot Adélie (Pygoscelis adeliae) sur fond rose,
- le manchot papou(Pygoscelis papua) sur fond vert.

Le bloc et les timbres sont dessinés et gravés par Claude Andréotto pour une impression en offset et taille-douce. Le tirage initial est de 70 000 blocs. Les deux timbres du haut mesure 2,2 de largeur pour 3,1 cm de hauteur alors que les quatre du dessous ont une hauteur de 2,6 cm.

### Osiris
Un timbre de 0,90 € est émis sur l’Osiris, navire chargé de la surveillance des pêches dans la zone économique exclusive des TAAF, depuis sa confiscation en 2003 alors que son équipage pêchait illégalement dans les eaux territoriales des territoires. Le bâtiment est représenté s'éloignant d'une des îles australes.
Le timbre de 4,8 × 2,7 cm est dessiné par Serge Markó et imprimé en héliogravure en feuille de 25 timbres. Le tirage initial est de 100 000 exemplaires.

### Ramces
Un timbre commémoratif de 4,90 € est émis pour les 25 ans de l'installation sur l'île Amsterdam d'une station du Service d'observation Ramces de mesure des gaz à effet de serre. L'illustration montre la station sur un fond de ciel et d'océan rose et d'herbe vert clair, et un graphique de l'augmentation de la teneur en dioxyde de carbone ces dernières années.
Le timbre 4,8 × 2,7 cm est dessiné et gravé par André Lavergne pour une impression en taille-douce en feuille de 25 timbres. Le tirage initial est de 70 000 exemplaires.

### Rutile
Comme chaque année, un timbre de 0,15 € est émis représentant un minéral, pour 2006, du rutile.
Le timbre est dessiné et gravé par Elsa Catelin. Il est imprimé au format 3,6 × 2,6 cm en taille-douce en feuille de 25 timbres. Le tirage initial est de 100 000 exemplaires.

### Albert Seyrolle 1867-1919
Un timbre de 0,53 € est émis en hommage à Albert Seyrolle, matelot sur La Curieuse en 1912-1914. Lors de cette expédition de Raymond Rallier du Baty, Seyrolle cartographie pour la première fois les côtés des îles Kerguelen.
Le portrait du marin est dessiné par Pierre Béquet et Jacky Larrivière et gravé par Elsa Catelin. Le timbre de 2,2 × 3,6 cm est imprimé en taille-douce en feuille de 25 timbres. Le tirage initial est de 100 000 timbres.

### Charles Velain 1845-1925
Un timbre de 0,48 € est émis en hommage à Charles Velain, géologue français qui effectua, entre autres, une mission scientifique dans les îles Saint-Paul et Amsterdam en 1874-1875. Il est représenté dans sa toge de professeur d'université.
Le timbre de 2,2 × 3,6 cm est dessiné et gravé par Jacky Larrivière et est imprimé en taille-douce en feuille de 25 exemplaires. Le tirage initial est de 100 000 timbres.

### La Vierge des phoquiers
Un timbre de 2,50 € est émis représentant une statue, La Vierge des phoquiers portant l'enfant Jésus. Elle se trouve dans les îles Kerguelen.
D'un format de 2,2 × 3,6 cm, le timbre est dessiné et gravé par Yves Beaujard et imprimé en taille-douce en feuille de 25 timbres. Le tirage initial est de 70 000 exemplaires.

## Juin

### Grand albatros au nid
Le 17 juin, à l'occasion du Salon du timbre et de l'écrit à Paris, est émis un bloc hors-programme composé d'un timbre de 4,53 €. Il représente un paysage des TAAF au printemps. Au premier plan, et sujet du timbre, est dessiné un « grand albatros au nid » (Diomedea exulans) Il est entouré d'un autre albatros en vol et de quelques manchots. Le pourtour de l'illustration est jaune.
Le bloc est dessiné et en partie gravé par Claude Andréotto pour une impression en offset et en taille-douce. Le timbre mesure 4,8 × 2,7 cm au sein d'un bloc de 15 × 10 cm.
Un cachet souvenir reprenant l'oiseau est disponible du 17 au 25 juin au Salon du timbre, à Paris.

## Novembre

### Grand albatros au nid
Le 8 novembre, à l'occasion du Salon philatélique d'automne de Paris, est émis un bloc hors-programme presque identique à celui émis en juin 2006. Ce bloc en effet légèrement plus petit que celui de juin. Mettant en valeur un « grand albatros au nid », il a une valeur faciale de 0,90 € et son pourtour est bleu.
Le bloc est dessiné et en partie gravé par Claude Andréotto pour une impression en offset et en taille-douce. Le timbre mesure 4,8 × 2,7 cm au sein d'un bloc de 14,5 × 10,4 cm.
Avec l'épuisement du tirage initial de 30 000 exemplaires, 20 000 nouveaux blocs sont imprimés début 2007.

### Sources
- La presse philatélique française, notamment les pages « Nouveautés » de Timbres magazine.